# Бергланд, Роберт
Роберт Селмер Бергланд (англ. Robert Selmer Bergland; 22 июля 1928 — 9 декабря 2018) — американский политик, член Демократической партии, министр сельского хозяйства США с 1977 по 1981 год.

## Биография
Он изучал сельское хозяйство в Университете Миннесоты. Фермер, работал в Министерстве сельского хозяйства с 1963 по 1968 год.
Бергланд был членом Палаты представителей с 1971 по 1977 год.
Занимал должность председателя совета директоров Farmland World Trade до 1982 года, работал вице-президентом и генеральным директором Национальной ассоциации сельских электрических кооперативов.
В 1994 году Бергланд был избран Легислатурой Миннесоты членом Совета регентов Университета Миннесоты.